# Arnulf Øverland
Ole Peter Arnulf Øverland (ur. 27 kwietnia 1889 w  Kristiansund – 25 marca 1968 w Oslo) – norweski poeta, prozaik i publicysta.

## Życiorys
Dorastał w Bergen. Po śmierci ojca przeniósł się z matką i dwoma braćmi do Kristianii (obecnie Oslo). Debiutował w 1911 r. zbiorem wierszy Den ensomme fest (Samotne święto). Na początku lat 20. XX w. związał się z norweskim ruchem komunistycznym skupionym wokół tygodnika „Mot Dagen”. W 1937 r. w proteście przeciwko politycznym czystkom w Związku Radzieckim zerwał z komunizmem, chociaż jego poglądy na kwestie społeczne i ekonomiczne pozostały lewicowe. Był ateistą. Publicznie często krytykował religię. W 1933 r. po wygłoszeniu odczytu Kristendommen – den tiende landeplage (Chrześcijaństwo – dziesiąta plaga) stanął przed sądem za bluźnierstwo – został uniewinniony. Øverland był również zdecydowanym przeciwnikiem faszyzmu i nazizmu. W 1936 r. opublikował swój najsłynniejszy wiersz Du må ikke søve (Nie wolno ci spać!), włączony później do zbioru Den røde front (Czerwony front). Utwór ten to apel do Norwegów i innych Europejczyków o otrząśnięcie się z obojętności, przeciwstawienie szaleństwom przywódców politycznych i nienawiści między ludźmi i narodami.
Podczas niemieckiej okupacji Norwegii Øverland napisał cykl wierszy wzywających rodaków do walki. Utwory te były kolportowane w całym kraju. Ich autora aresztowano razem z żoną w 1941 r., trafił do obozu koncentracyjnego w Grini, a następnie do Sachsenhausen. Po wyzwoleniu w 1945 r. powrócił do Norwegii, gdzie wydał wspomniane wojenne wiersze w tomie Vi overlever alt (Przetrwamy wszystko). W latach powojennych skupił się na działalności w Risksmålforbundet (organizacji wspierającej rozwój formy języka norweskiego nazywanej riksmål).
Brał udział w wielu dyskusjach i polemikach na temat kształtu i przyszłości języka urzędowego i literackiego w Norwegii. W latach 1952–1953 pełnił też funkcję przewodniczącego norweskiego związku pisarzy.

## Øverland jako poeta i krytyk literacki
Pod koniec życia Øverlanda jego twórczość przeszła znaczącą ewolucję, pojawiają się w niej elementy modernistyczne, chociaż przez wiele lat poeta był negatywnie nastawiony do modernistycznej prozy i poezji. Pisał w sposób bardzo tradycyjny (regularne rymy i wersyfikacja, proste, przemawiające do czytelnika obrazy). W latach 50. XX w. w jego utworach i esejach pojawiło się zwątpienie w możliwości poezji, szczególnie modernistycznej i językowego opisu rzeczywistości.

## Twórczość

### Tomy poetyckie
- Den ensomme fest (1911)
- De hundrede violiner (1912)
- Advent (1915)
- Brød og vin (1919)
- Berget det blå (1927)
- Hustavler (1929)
- Birkeland i mitt Hjerte (1929)
- Gikk meg ditt hjerte (1930)
- Jeg besvær meg (1934)
- Du må ikke søve (1936) – wiersz
- Den røde front (1937)
- Ord i alvor tild et norske folk (1940)
- Vi overlevder alt (1945)
- Tilbake til livet (1946)
- Fiskeren og hans sjel (1947)
- Sverdet bak døren (1956)
- Den rykende tande (1960)
- På Nebo Bjerg (1962)
- Livets minutter (1965)

### Zbiory opowiadań/nowel
- Den harde fred (1916)
- Deilig er jorden (1923)
- Gud plantet en have (1931)
- Møllerpgåsens liv og himmelfart og andre troverdige betraktinger (1964)

### Dramat
- Venner (1917)

### Zbiory esejów
- Norske kunsterne. Edvard Munch (1920)
- Olav Duun (1926)
- Kapital og åndsarbeite (1927)
- Det frie ord (1935)
- Forpostfektninger (1939)
- Norge mellom øst og vest (1947)
- Riksmål, landsmål og slagsmål (1956)
- Verset – hvorden blir det til? (1959)
- Hvor gammel er Norge? (1964)
- Sprog og usporg (1967)

### Zbiory artykułów prasowych i felietonów
- Er vort sprog avskaffet (1940)
- Det har ringt for annen gang (1946)
- Hvor ofte skal vi skifte sprog? (1948)
- Nøitralitet eller vestblokk (1948)
- Bokmålet – et avstrumpet landsmål? (1949)
- Nordiske randstater eller atlantisk fred (1949)
- Har jorden plass til oss? (1952)
- I beundring og forargelse (1954)
- Om Gud skulle bli lei av oss (1958)
- I tjeneste hos ordene (1963)
- Torstein spelar langsleik og munnspel (1967)